# Swamboïta-(Nd)
La swamboïta-(Nd) és un mineral de la classe dels silicats. Rep el seu nom de la seva localitat tipus, el dipòsit de Swambo, a la República Democràtica del Congo. L'any 2017 va ser reanomenada al seu nom actual per l'IMA, perquè noves anàlisis químiques del material tipus van indicar que aquesta espècie conté terres rares i Nd3+ dominant com a constituent essencial.

## Característiques
La swamboïta-(Nd) és un silicat de fórmula química Nd0,3[(UO₂)(SiO₃OH)](H₂O)∼2,5, després de la redefinició de febrer del 2017 i de la constatació del neodimi dominant com a constituent essencial. Va ser aprovada com a espècie vàlida per l'Associació Mineralògica Internacional l'any 1981. Cristal·litza en el sistema monoclínic. La seva duresa a l'escala de Mohs és 2,5.
Segons la classificació de Nickel-Strunz, la swamboïta-(Nd) pertany a «09.AK: Estructures de nesosilicats (tetraedres aïllats), uranil nesosilicats i polisilicats» juntament amb els següents minerals: soddyita, cuproklodowskita, oursinita, sklodowskita, boltwoodita, kasolita, natroboltwoodita, β-uranofana, uranofana, haiweeïta, metahaiweeïta, ranquilita, weeksita, coutinhoïta, ursilita, magnioursilita, calcioursilita i uranosilita.

## Formació i jaciments
Va ser descoberta l'any 1981 al mont Swambo, a la regió de Katanga, a la República Democràtica del Congo. També ha estat descrita a la mina Jomac, al White Canyon, al comtat de San Juan, a Utah (Estats Units). Es tracta dels dos únics indrets on ha estat trobada aquesta espècie mineral.